# Tilletia setariae-viridis
Tilletia setariae-viridis är en svampart som beskrevs av Vánky 2001. Tilletia setariae-viridis ingår i släktet Tilletia och familjen Tilletiaceae.   Inga underarter finns listade i Catalogue of Life.